# Радићи (Малинска-Дубашница)
Радићи (хрв. Radići) су насељено место у општини Малинска-Дубашница, на острву Крк, Приморско-горанска жупанија, Хрватска.

## Историја
До територијалне реорганизације у Хрватској били су у саставу старе општине Крк.

## Становништво
У попису становништва из 2011. године, Радићи су имали 175 становника.
| Број становника према пописима | Број становника према пописима | Број становника према пописима | Број становника према пописима | Број становника према пописима | Број становника према пописима | Број становника према пописима | Број становника према пописима | Број становника према пописима | Број становника према пописима | Број становника према пописима | Број становника према пописима | Број становника према пописима | Број становника према пописима | Број становника према пописима | Број становника према пописима |
| ------------------------------ | ------------------------------ | ------------------------------ | ------------------------------ | ------------------------------ | ------------------------------ | ------------------------------ | ------------------------------ | ------------------------------ | ------------------------------ | ------------------------------ | ------------------------------ | ------------------------------ | ------------------------------ | ------------------------------ | ------------------------------ |
| 1857                           | 1869                           | 1880                           | 1890                           | 1900                           | 1910                           | 1921                           | 1931                           | 1948                           | 1953                           | 1961                           | 1971                           | 1981                           | 1991                           | 2001                           | 2011                           |
| 42                             | 46                             | 33                             | 30                             | 41                             | 39                             | 23                             | 30                             | 20                             | 21                             | 15                             | 12                             | 8                              | 0                              | 511                            | 175                            |

Напомена: До 1971. исказивано под именом Радић. Године 1991. без становника.